# Thông Xuyên
Thông Xuyên là một quận thuộc địa cấp thị Đạt Châu, tỉnh Tứ Xuyên, Trung Quốc. Quận này có diện tích 451 km². Dân số năm 2004 khoảng 390.000 người.

## Phân chia hành chính
Quận Thông Xuyên chia làm 13 đơn vị hành chính cấp hương, bao gồm:
- 3 nhai đạo:
  - Đông Thành
  - Tây Thành,
  - Triều Dương
- 7 trấn:
  - Tây Ngoại
  - Bắc Ngoại
  - La Giang
  - Bồ Gia
  - Phục Hưng
  - Song Long
  - Ngụy Hưng
- 3 hương:
  - Tân Thôn
  - Bàn Thạch
  - Đông Nhạc